# Otto Nikolaus Witt
Otto Nikolaus Witt, född 31 mars 1853 i Sankt Petersburg, död 23 mars 1915 i Berlin, var en rysk-tysk kemist.
Witt var 1875–1879 förste kemist vid en färgfabrik i Bretford vid London, därpå lärare vid kemiskolan i Mühlhausen (Elsass), varefter han 1886 blev docent vid tekniska högskolan i Charlottenburg, där han 1891 blev professor i kemisk teknologi och 1898 rektor. 
Witt var en utmärkt organisatör och inlade stor förtjänst om, att undervisningen i kemisk teknologi uppnådde en så hög ståndpunkt i Tyskland. Han utförde även en stor mängd undersökningar i organisk och teknisk kemi, bland annat över aromatiska aminer och azoföreningar, naftalinderivat samt färgämnen, såsom krysoidin, safraniner, eurodiner och induliner. Till förklaring av de organiska färgämnenas natur utvecklade han redan 1876 sin berömda, genialiska kromoforteori. 
Witts kemiska arbeten, som till stor del publicerats i Berichte der Deutschen chemischen Gesellschaft, var av stor betydelse för tyska färgämnesindustrins utveckling. Han utgav även arbeten över sällsynta jordarter och över kiselalger. Dessutom författade han bland annat Wechselwirkungen zwischen der chemischen Forschung und der chemischen Technik, Die chemische Industrie des Deutschen Reiches im Beginne des 20. Jahrhunderts, Die deutsche chemische Industrie und der Krieg (1914-15) och Fünfzig Jahre Wissenschaft in der Ton-, Zement- und Kalkindustrie (1914). 
Witt uppsatte 1889 tidskriften "Prometheus", illustrerad veckotidskrift angående framstegen i industri och vetenskap, och var flitig medarbetare i denna ända till 1912. Han ägde omfattande språkkunskaper och var framstående som stilist och föreläsare.